# Zhang Jilin
Zhang Jilin, chiń. 张继林 (ur. 24 czerwca 1986 w Harbinie) – chińska szachistka i trenerka szachowa, sędzia klasy międzynarodowej (International Arbiter od 2010), arcymistrzyni od 2007 roku.

## Kariera szachowa
W 1996 r. reprezentowała Chiny na mistrzostwach świata juniorek do 10 lat, natomiast w latach 2004, 2005 i 2006 – w kategorii do 20 lat. Pierwszą normę na tytuł arcymistrzyni wypełniła w 2002 r. podczas rozegranych w Beihai indywidualnych mistrzostw kraju. W 2005 r. podzieliła II m. (za Nguyễnem Ngọcem Trườngiem Sơnem, wspólnie z m.in. Peterem Prohaszką) w otwartym turnieju w Budapeszcie, natomiast w 2006 r. zdobyła kolejne dwie arcymistrzowskie normy, na mistrzostwach świata juniorek do 20 lat w Erywaniu oraz w turnieju Singapore Masters International Open w Singapurze. W 2008 r. zdobyła w Nowokuźniecku brązowy medal akademickich mistrzostw świata oraz wystąpiła w rozegranym w Nalczyku pucharowym turnieju o mistrzostwo świata, w I rundzie przegrywając z Inną Haponenko. W 2009 r. zajęła V miejsce w mistrzostwach Azji w Subic Bay.
Najwyższy ranking w dotychczasowej karierze osiągnęła 1 kwietnia 2008 r., z wynikiem 2361 punktów zajmowała wówczas 12. miejsce wśród chińskich szachistek.